# Wolfgang Paul (Physiker)
Wolfgang Paul (* 10. August 1913 in Lorenzkirch, Sachsen; † 7. Dezember 1993 in Bonn) war ein deutscher Physiker und Nobelpreisträger für Physik. Er gilt als einer der Pioniere der Teilchenphysik; seine Arbeiten umfassen die Gebiete Atom- und Molekülstrahlen, Massenspektrometrie, Isotopentrennung, Elektronenstreuung in Materie, Strahlenbiologie, Dosimetrie und die Elektronenstrahltherapie in der Medizin. 1953 entwickelte er mit Helmut Steinwedel das Quadrupolmassenfilter (paulsches Massenfilter) für massenspektrometrische Messungen. Für die Paul-Falle, eine von ihm entwickelte Ionenfalle, erhielt er 1989 zusammen mit Hans Georg Dehmelt den Physiknobelpreis.

## Leben und Wirken

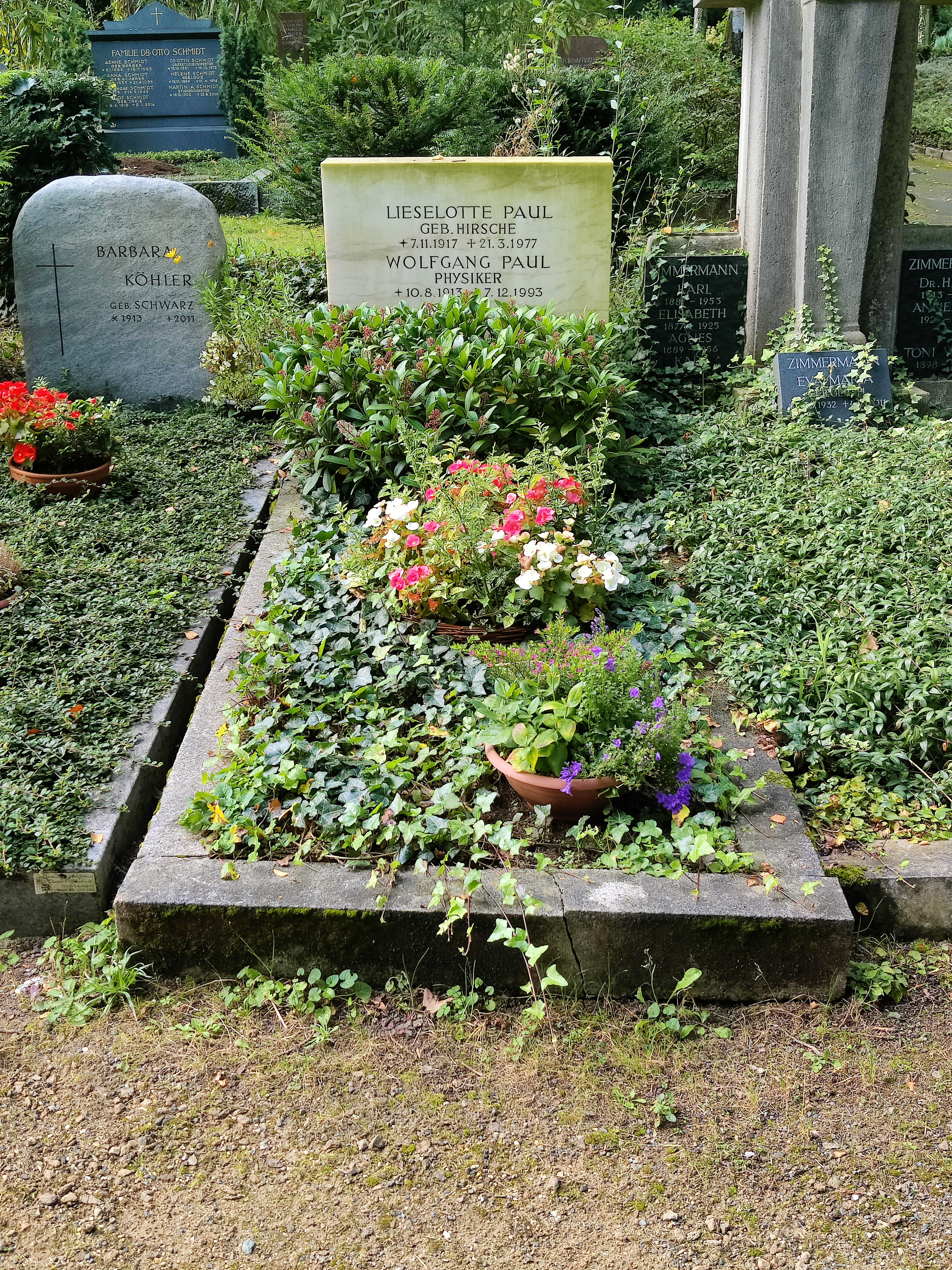
Grab von Lieselotte und Wolfgang Paul in Bonn-Poppelsdorf

Er machte das Abitur am Wilhelmsgymnasium in München und studierte an der Universität München und der Technischen Hochschule Berlin Physik. 1939 promovierte er an der TH Berlin und war von 1937 bis 1942 Wissenschaftlicher Assistent bei Hans Kopfermann an der Christian-Albrechts-Universität zu Kiel. Nach dessen Ruf an die Georg-August-Universität Göttingen folgte Paul seinem akademischen Lehrer und habilitierte sich 1944 in Göttingen, wo er schließlich von 1944 bis 1952 als Professor tätig war.
1952 folgte er einem Ruf an die Universität Bonn, wo er bis 1981 lehrte und Direktor des Physikalischen Instituts war.
Von 1964 bis 1967 war er Direktor des Physikdepartements am CERN und von 1970 bis 1973 Vorsitzender des Direktoriums am DESY (Hamburg). 1979 wurde Paul zum dritten Präsidenten der Alexander-von-Humboldt-Stiftung gewählt; er hatte dieses Amt zehn Jahre lang inne. 1982 wurde er zum korrespondierenden Mitglied der Akademie der Wissenschaften zu Göttingen gewählt, 1983 folgte die Wahl zum korrespondierenden Mitglied der Heidelberger Akademie der Wissenschaften.
Wolfgang Paul war 1957 einer der 18 Unterzeichner der Göttinger Erklärung gegen die geplante atomare Bewaffnung der Bundeswehr.
Paul hatte aus seiner ersten Ehe mit Lieselotte Paul, geborene Hirsche (1917–1977), vier Kinder: Jutta, Regine, Stephan (* 1957) und Lorenz (* 1942). Er war von 1979 bis zu seinem Tod mit Doris Walch-Paul (* 1941) verheiratet, die seit 1972 Akademische Rätin für germanistische Mediävistik an der Universität Bonn war. Stephan Paul ist Lehrstuhlinhaber für Experimentalphysik an der TU München, Lorenz Paul Professor für Physik an der Universität Wuppertal.

## Ausstellung
Bis zum 24. August 2014 war im Deutschen Museum Bonn eine Sonderausstellung zum Pionier der Teilchenphysik zu sehen. Der Titel der Ausstellung lautete „Wolfgang Paul – Der Teilchenfänger“. Dabei wurde sein Leben und Wirken chronologisch dargestellt. Ausgestellt wurden auch Teile des ersten europäischen Teilchenbeschleunigers, der auf seinen Arbeiten beruhte. Der 500-MeV-Beschleuniger war von den späten 1950er Jahren bis 1984 in Bonn in Betrieb und gilt als Vorläufer des DESY in Hamburg.

## Ehrungen

### Auszeichnungen
- 1989 erhielt er zusammen mit Norman Foster Ramsey und Hans Georg Dehmelt den Nobelpreis für Physik für die Entwicklung der nach ihm benannten Ionen-Falle.
- Weitere nationale und internationale Auszeichnungen waren u. a. die Ehrendoktorwürden der Universitäten Uppsala, Aachen, Posen, Thessaloniki und Canterbury.
- Er war Ehrensenator der Universität Bonn.
- Er war seit 1984 Zweiter Vizekanzler, 1985 und 1992 Erster Vizekanzler des Ordens Pour le mérite für Wissenschaften und Künste, dessen Mitglied er seit 1980 war.
- Paul erhielt die Goldmedaille der Akademie der Wissenschaften in Prag.
- 1992 erhielt er die Dirac-Medaille der Universität von New South Wales.
- Er war Träger des Großen Verdienstkreuzes mit Stern.
- Die Deutsche Physikalische Gesellschaft (DPG) zeichnete ihn 1989 mit dem Robert-Wichard-Pohl-Preis aus.
- Er wurde zum Mitglied der Deutschen Akademie der Naturforscher Leopoldina – Nationale Akademie der Wissenschaften gewählt.
- 1991 wurde er in die American Academy of Arts and Sciences gewählt.

### Benennungen

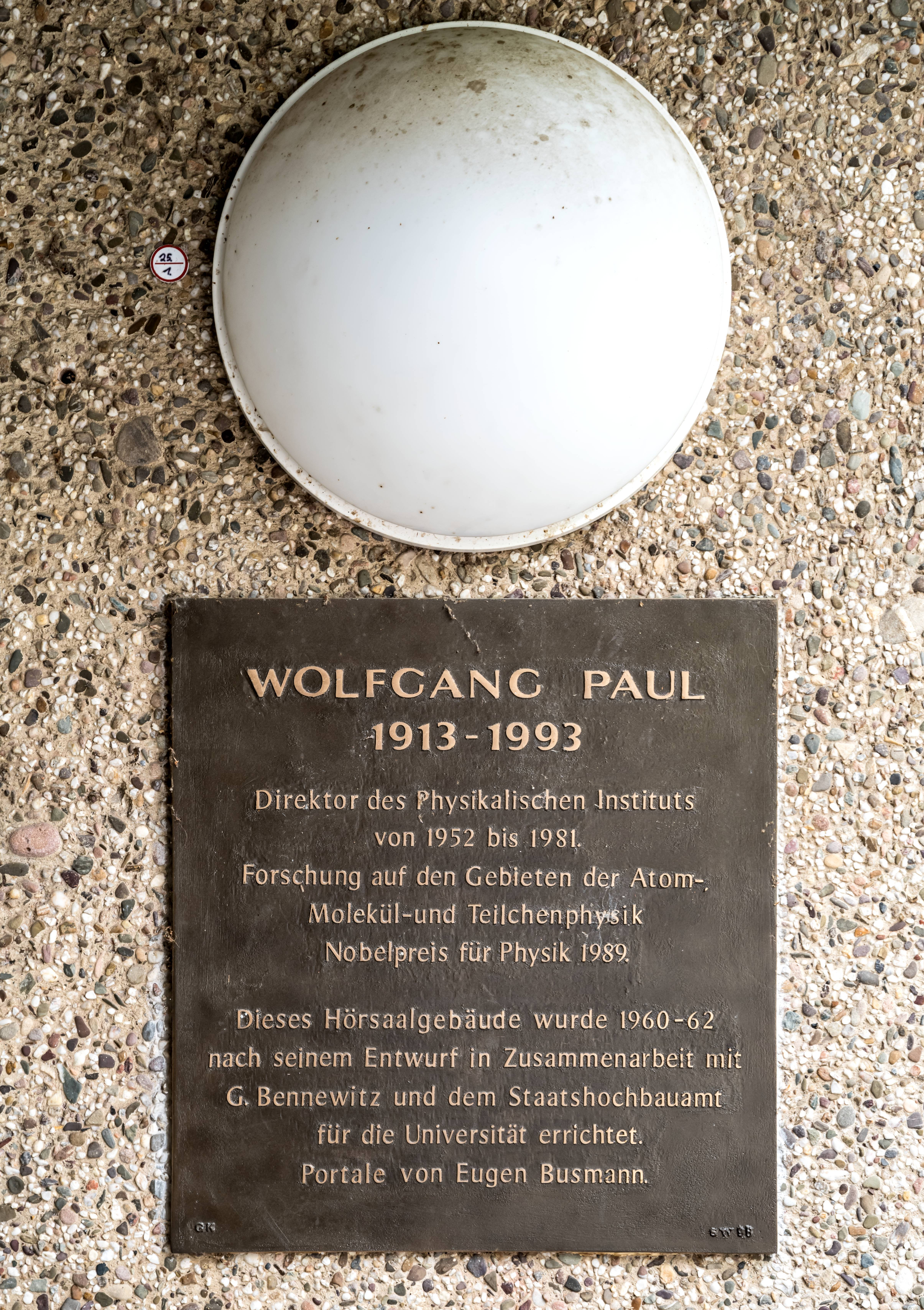
Erklärungstafel am Wolfgang-Paul-Hörsaal der Universität Bonn

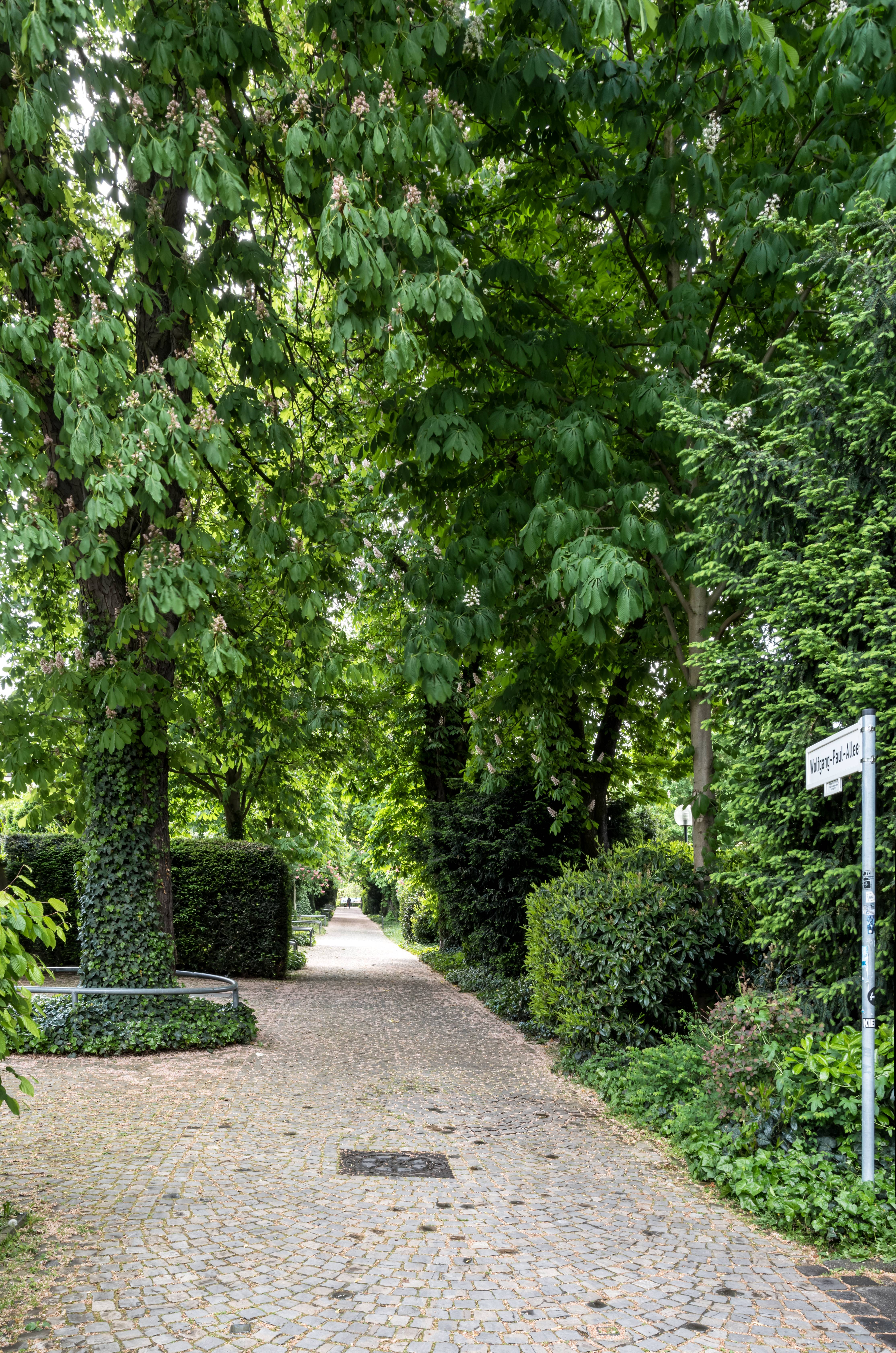
Die Wolfgang-Paul-Allee in Bonn-Poppelsdorf

- Wolfgang Paul ist Namenspatron des Wolfgang-Paul-Studienpreises (Deutsche Gesellschaft für Massenspektrometrie) und des Wolfgang-Paul-Preises, eine der höchstdotierten Wissenschaftsauszeichnungen Deutschlands, vergeben durch die Alexander-von-Humboldt-Stiftung und das Bundesministerium für Bildung und Forschung (BMBF).
- Die Wolfgang-Paul-Medaille der Universität Bonn wird sowohl an Wissenschaftler als auch an Persönlichkeiten verliehen, die sich in ideeller oder materieller Weise um diese Universität besonders verdient gemacht haben.
- Der große Hörsaal der Physik an der Universität Bonn, an dessen Planung er beteiligt war, wurde nach ihm benannt.
- Aus seinem Nachlass werden die dortigen Wolfgang-Paul-Vorlesungen finanziert.
- Die Wolfgang-Paul-Allee in Bonn-Poppelsdorf trägt seinen Namen, sie liegt nicht weit entfernt vom Physikalischen Institut und weiteren Einrichtungen der Universität Bonn.
- Im Ulmer Science Park ist die Wolfgang-Paul-Straße nach ihm benannt.